# Embalse de Santillana
Embalse de Santillana, även känd som Embalse de Manzanares el Real, är en reservoar i Spanien.   Den ligger i  provinsen Madrid och i nordvästra delen av regionen Madrid, i kommunerna Manzanares el Real och Soto del Real, intill Sierra de Guadarrama, 40 km norr om huvudstaden Madrid. Arean är 6,8 kvadratkilometer. 
Den har en maximal yta på 1 052 ha och ett avstånd mellan motsatta stränder på 4 km. Första dammen anlades 1907. År 1969 utökades dammen med en fem meter högre fördämning varvid dammens lagringskapacitet fördubblades till en total kapacitet på 91 hm³. Den nya dammen, byggd under en period av 12 månader, togs i drift 1971. Dammens bas är belägen på en höjd av 856,5 m och dammens högsta punkt är 896,5 m, med en total längd av 1355 m. Den sträcker sig 3,5 kilometer i nord-sydlig riktning, och 4,8 kilometer i öst-västlig riktning. Trakten kring dammen består i huvudsak av gräsmarker.
Dammen tillhör det offentliga företaget Canal de Isabel II och reglerar flödet av floden Manzanares och en betydande del av vattenförsörjningen till staden Madrid och dess omgivningar. Några mindre vattendrag, Samburiel, Arroyo de Chozas, Río de Navacerrada och Arroyo del Mediano, rinner också in i reservoaren, som är en del av det naturskyddade området Parque Regional de la Cuenca Alta del Manzanares. Det är också en del av Site of Community Important (SCI) Manzanares bassin, med kod ES3110004.
Medelhavsklimat råder i trakten. Årsmedeltemperaturen i trakten är 15 °C. Den varmaste månaden är augusti, då medeltemperaturen är 30 °C, och den kallaste är november, med 8 °C. Genomsnittlig årsnederbörd är 620 millimeter. Den regnigaste månaden är november, med i genomsnitt 86 mm nederbörd, och den torraste är augusti, med 7 mm nederbörd.